# 분신사바: 소녀의 저주
《분신사바: 소녀의 저주》(영어: Are You Here)는 2015년 공개된 홍콩의 공포 스릴러 영화이다.

## 캐스팅
- 장사민
- 침진헌 - 롱 역
- 소음음
- 바오치징 - 웡 역
- 나란
- 이일랑